# Mauro Benevides Filho
Carlos Mauro Benevides Filho (Fortaleza, 9 de março de 1959) mais conhecido como Mauro Filho é um professor, economista, e político brasileiro filiado ao Partido Democrático Trabalhista (PDT).

## Vida pessoal
Filho do político Mauro Benevides, é formado em Economia pela Universidade de Brasília, com doutorado pela Universidade Vanderbilt. Trabalhou no Banco BMC e é professor concursado da Universidade Federal do Ceará.

## Carreira política
Sua trajetória política iniciou-se quando assumiu a Secretaria de Finanças de Fortaleza na gestão de Ciro Gomes. 

### Deputado Estadual pelo Ceará (1991-2015)
Elegeu-se Deputado Estadual pela primeira vez em 1990, pelo PMDB, assumindo o mandato em 1.º de fevereiro de 1991, contudo, licenciou-se do mandato a partir de 15 de março de 1991 para assumir a Secretária Estadual de Planejamento e Coordenação do governo Ciro Gomes (PSDB).
Em 1994 reelegeu-se pelo PSDB, em 1998 conseguiu mais um mandato, desta vez pelo Partido Popular Socialista, partido no qual se filiou acompanhando Ciro Gomes, em 1997. Pelo PPS, novamente conseguiu a reeleição em 2002, deixando o partido em 2005, concorreu pela última vez ao cargo em 2006 pelo PSB.

### Governo Ciro Gomes (1991-1993)
Nomeado por Ciro, exerceu primeiramente a função de Secretário Estadual de Planejamento e Coordenação, onde permaneceu de março de 1991 até 1993 quando passou a ser titular da secretaria Estadual de Governo do Ceará

### Secretário Estadual de Administração do Ceará (2003-2006)
No governo Lúcio Alcântara, exerceu a função de Secretário Estadual de Administração do Ceará, a partir de 1.º de janeiro de 2003, permanecendo até 2006, ano que buscou mais uma vez a reeleição no cargo de Deputado Estadual, desta vez pelo Partido Socialista Brasileiro.

### Secretário Estadual da Fazenda do Ceará (2007-2013; 2015-2018)
Em dezembro de 2006 foi anunciado como futuro titular da Secretaria Estadual da Fazenda do Ceará pelo então governador eleito Cid Gomes (PSB), Mauro permaneceu no cargo até setembro de 2013 quando sua exoneração foi posta numa reforma secretarial executada por Cid, já em seu segundo mandato.
Retornou ao posto em janeiro de 2015, nomeado pelo então governador Camilo Santana, do Partido dos Trabalhadores, após não conseguir obter êxito na tentativa de se eleger senador pelo PROS em 2014, onde acabou sendo derrotado por Tasso Jereissati (PSDB), Mauro Filho obteve 1.501.228 votos (39,14%).
Deixou o governo Camilo em maio de 2018 em função da necessidade de se descompatibilizar do cargo para concorrer ao cargo de Deputado Federal nas eleições do referido ano, na qual logrou êxito, sendo eleito com 157.510 votos, que corresponderam 3,43% dos votos válidos.

### Deputado Federal pelo Ceará (2019-atualidade)
Licenciou-se do mandato de deputado federal, na legislatura 2019-2023, para assumir o cargo de Secretário do Planejamento e Gestão, no Estado do Ceará, a partir de 28 de maio de 2019.